# Via Pietrapiana
Via Pietrapiana è situata nel centro storico di Firenze, è lunga 313,83 metri e si estende da piazza Sant'Ambrogio (via dei Macci) a piazza Gaetano Salvemini (via Giuseppe Verdi e via Fiesolana, dove era il canto alle Rondini). Lungo il tracciato incontra borgo Allegri e via Michelangelo Buonarroti (che segnano i lati della piazza dei Ciompi), e via de' Pepi.

## Storia
Via Pietrapiana era anticamente un "borgo", cioè una via, fiancheggiata da edifici, che usciva da una porta cittadina della cerchia del XII secolo, la Porta di San Piero (dal vicino monastero di San Pier Maggiore). Seguendo in buona sostanza un tracciato che era già presente fuori della cinta romana, quale logico prosieguo in aperta campagna del suo decumano, rivolto a levante verso la Cassia Vecchia, in direzione del Valdarno Superiore e di Arezzo. Con la successiva cerchia di mura del 1333 si dette ulteriore espansione a questa primitiva direttrice viaria formata quindi dall'asse di borgo degli Albizi, via Pietrapiana e borgo la Croce.
La strada era divisa in più segmenti con nomi diversi, intervallati come di consueto da vari "canti", cioè incroci che avevano nomi precisi come quelli delle strade. Via Pietrapiana era il nome del tratto da piazza Sant'Ambrogio a Borgo Allegri, che poi venne esteso a tutta la via solo nel 1929. Anche la vicina via de' Macci si chiamava in antico, nel tratto fino a via dell'Agnolo, via della Pietra. Non è chiaro cosa fosse questa pietra che ricorreva nella toponomastica cittadina, forse una roccia che si incontrava lungo la strada, né tantomeno perché fosse detta "piana", anche se si può immaginare come fosse legato alla sua forma o alla sua levigatezza.

La Madonna di via Pietrapiana di Donatello

Il tratto seguente, da Borgo Allegri a via de' Pepi era la "via de' Pianellai", cioè dei calzaioli che facevano anche le "pianelle", le scarpette leggere e prive di tacco. Questo tratto di strada attraversa la piazza dei Ciompi ed ha, in quel tratto, solo numeri pari: i numeri dispari furono distrutti proprio per creare la piazza, in cui venne ricostruita nel 1956 la loggia del Pesce. Propri in una delle case distrutte visse e morì Matteo Palmieri, gestore della vicina farmacia del Canto alle Rondini; sulla sua casa era presente un busto che lo raffigurava, opera di Antonio Rossellino (1468), oggi al Bargello. Anche la casa al 31, dove ebbe abitazione il pittore Raffaello Sorbi, è andata distrutta.
L'incrocio con via de' Pepi si chiamava Canto di Nello, forse in onore a quel personaggio il cui figlio Gianni, abitante in Porta San Piero, è ricordato da Boccaccio nel Decameron (settima giornata, novella prima). Qui si trova un tabernacolo con bassorilievo quattrocentesco in terracotta (cm 84x68) raffigurante Madonna col Bambino, già attribuito alla cerchia di Donatello o di Bernardo Rossellino, ma in occasione di una mostra al Bargello del 2010-2011 riferita a Donatello stesso: da allora l'opera è stata musealizzata e sostituita in loco da una copia in terracotta.
Seguiva infine, fino a via del Fosso (oggi via Verdi), la "via degli Scarpentieri" (forse un francesismo per carpentieri). Nella pianta di Firenze delineata da Ferdinando Ruggieri nel 1731 le titolazioni si erano già ridotte a due (con la soppressione di via degli Scarpentieri), per rimanere poi all'intero tracciato solo il nome di via Pietrapiana.  L'ultimo tratto, che sbuca oggi in piazza Salvemini, mostra sul lato destro edifici per lo più settecenteschi, con ampi fondi commerciali. Il lato sinistro fu stravolto dalle demolizioni, a partire dal 1936, e dai lavori che, interrotti dalla guerra, ripresero solo negli anni cinquanta e culminarono con la realizzazione delle poste di Giovanni Michelucci. Lo slargo che si è venuto qui a creare non ha un nome in particolare, ed è qualche volta indicato come "piazza Pietrapiana", sebbene non in maniera ufficiale. Il cantiere sacrificò soprattutto il teatro Alfieri, costruito in legno nel 1714 e rifatto dall'architetto Vittorio Bellini nel 1828, e il canto alle Rondini. Quest'ultimo doveva il suo nome ai volatili sullo stemma della famiglia Uccellini, che qui aveva il suo palazzo; nel 1918 l'architetto Adolfo Coppedè vi aveva posto un tabernacolo con una Madonna circondata da un volo di Rondini, opera dello scultore Umberto Bartoli; inoltre lo stesso architetto aveva disegnato la tettoia e l'arredo interno per la farmacia che qui si trovava. Oggi la memoria della farmacia è tenuta da un edificio più arretrato, posto sullo sprone tra via Pietrapiana e via dei Martiri della Libertà.

## Descrizione
Al di là degli interventi del Novecento, la via, segnata da semplici case a schiera nel primo tratto e da alcuni nobili palazzo nel tratto intermedio, ha carattere antico e vocazione commerciale: vietata al traffico veicolare (ad esclusione dello slargo determinato in corrispondenza del palazzo delle Poste e Telegrafi) è segnata da un notevole e vivace flusso pedonale, essendo ancora oggi, con borgo la Croce, la direttrice ideale con cui raggiungere il centro cittadino dai parcheggi della zona di piazza Cesare Beccaria e viceversa.

### Edifici
All'incrocio con piazza Sant'Ambrogio si trova la chiesa di Sant'Ambrogio, nata dall'edificio sorto nel luogo in cui nel 393 fu ospitato sant'Ambrogio vescovo di Milano. Attraversa piazza dei Ciompi, costeggiando la Loggia del Pesce, ricostruzione del 1956 della Loggia costruita dal Vasari in piazza del Mercato Vecchio.
| Immagine | N°    | Nome                                                                | Descrizione |
| -------- | ----- | ------------------------------------------------------------------- | --- |
|          | 7     | Casa Francioni Pampaloni                                            | La casa si presenta senza particolari pregi architettonici, per quanto si sia cercato di nobilitarne l'affaccio incorniciando con pietra artificiale le due finestre del primo piano, presumibilmente nel corso di un intervento databile al primi decenni del Novecento. La letteratura la identifica tuttavia come casa di Mino da Fiesole, artista sepolto nella vicina chiesa di Sant'Ambrogio e che la tradizione vuole qui abbia abitato fino alla morte. In effetti durante dei lavori di restauro furono scoperti sulle pareti alcuni disegni "che confermarono la presenza dell'artista fra le mura di via Pietrapiana". |
|          | 9     | Casa                                                                | Il rilievo delle piante e del prospetto della casa è stato pubblicato da Gian Luigi Maffei quale esempio di riconfigurazione originato dall'accorpamento di più edifici a schiera posti in lotti contigui: "Nella casa a schiera plurifamiliarizzata il raggiungimento delle quattro cellule abitative può ottenersi, oltre che nelle modalità viste precedentemente, unendo due edifici contigui e modificandone il funzionamento: si demolisce una delle scale esistenti, si aprono porte nel muro d'ambito intermedio e si ottengono le quattro cellule complanari - due per gli spazi giorno e due per la zona notte - già codificate nella casa a schiera monofamiliare. Nei casi più evoluti la scala sarà ristrutturata con pianta a doppia rampa in funzione di percorso esterno alla casa; l'appartamento così ottenuto è il primo passo per l'affermazione dei caratteri rappresentativi del nuovo tipo edilizio, la casa in linea con un alloggio per piano per più piani paritetici sovrapposti" (pp. 263–264). Nel caso qui preso in considerazione non è noto quando sarebbe avvenuto l'accorpamento dei più antichi edifici: il prospetto attuale, sviluppato su quattro piani per cinque assi, denota tuttavia un disegno di pretto carattere ottocentesco.                            |
|          | 17    | Casa Razzuoli                                                       | La casa presenta un portone di disegno quattrocentesco. Per il resto nessun elemento di particolare pregio se non lo scudo, posto tra le due finestre del primo piano, con l'arme parlante della famiglia Razzuoli, che ne fu proprietaria, in cui si vede appunto una razza. |
|          | 18    | Palazzo Pascolutti Giani                                            | L'edificio, sviluppato per quattro piani e organizzato su sei assi, presenta caratteri che rimandano a modelli cinquecenteschi, con un'ampia facciata che attualmente guarda alla loggia del Pesce di piazza dei Ciompi. Molto probabilmente fu sede dell'Accademia dei Risoluti, promotori del teatro chiamato poi col nome dell'Alfieri: lo testimonierebbe, tra l'altro, il cavallo sagomato sul cancello dell'androne, in riferimento agli accademici che avevano come impresa un cavallo sfrenato. |
|          | 26    | Palazzo Zati                                                        | Il palazzo, già della nobile famiglia Zati, presenta una facciata che rimanda a un disegno cinquecentesco, sviluppata su quattro piani e organizzata in cinque assi. In una porzione dell'edificio ha sede il Commissariato di Pubblica Sicurezza di San Giovanni. |
|          | 30    | Casa                                                                | L'edificio si presenta con i caratteri assunti dopo un radicale intervento di restauro degli anni settanta, quando è stato riportato a vista l'apparecchio murario e vari archi ribassati costituiti da conci in pietra forte, a indicare una struttura di origine trecentesca. Ai lati del fronte sono due scudi con armi, che appaiono tuttavia di manifattura recente. Attualmente l'edificio è sede dell'Agenzia Regionale per lo Sviluppo e l'Innovazione nel settore Agricolo forestale. Sul retro, in via di Mezzo 17, si trova l'ampio piazzale segnato al centro da un albero di magnolia. |
|          | 32    | Palazzo Fioravanti                                                  | L'edificio si presenta sulla via con un fronte organizzato su cinque assi e sviluppato per tre piani: il grande giardino di pertinenza si affaccia su via di Mezzo. Già proprietà della famiglia Fioravanti, appartenne nell'Ottocento alla famiglia russa Elaguine, che lo cedette, nel 1909, all'avvocato Basetti Sani, il quale lo fece restaurare dall'architetto Orlando Orlandini e dallo scultore Fortini. Dallo studio legale che qui aveva sede uscirono giuristi e avvocati di fama, come Piero Calamandrei ed Enrico Poggi. Nel 1932 la proprietà passò ai Giani che intervennero con nuovi restauri all'esterno come negli interni. Nuovi importanti restauri furono condotti negli anni immediatamente successivi all'alluvione del 1966. Attribuito a Bartolomeo Ammannati e da altri a Bernardo Buontalenti, è comunque un notevole esempio di architettura tardo manierista, nel quale, in modo originale e raffinato, tornano in effetti elementi propri dei due architetti. |
|          | 38    | Palazzina                                                           | L'edificio, ampio, curato, aperto alla luce, è di assoluto rilievo per la presenta di una modesta edicola posta in prossimità della cantonata di via de' Pepi, già canto di Nello, che ha custodito fino al 2010 una Madonna col Bambino di Donatello. |
|          | 42    | Palazzina                                                           | L'edificio, recentemente ristrutturato, esprime ancora quella che dovette essere un'antica dignità: a quattro piani (l'ultimo frutto di una soprelevazione) e cinque assi, presenta un primo piano con al centro un finestrone con timpano rettangolare e terrazzino affiancato da quattro finestre incorniciate in pietra e coronate da archi ribassati modanati. Nell'insieme il fronte potrebbe datarsi alla seconda metà del Settecento, eccezion fatta per il disegno del terreno, di carattere novecentesco, dove sono gli accessi a ampi spazi occupati negli ultimi decenni da supermercati (prima Standa, poi Billa, poi Conad City). Prima di questa recente destinazione gli stessi ambienti ospitavano il cinema Garibaldi, con giardino e orchestrina, inaugurato nel settembre 1913 e ricordato da Vasco Pratolini ne Il quartiere, per la sua specializzazione - in ragione delle preferenze del pubblico della zona - in pellicole di cow-boys. |
|          | 51    | Farmacia del Canto alle Rondini                                     | L'edificio è uno dei tanti sorti nella zona successivamente all'operazione di 'risanamento' del quartiere attuata a partire dal 1936, con la conseguente demolizione delle antiche case che si trovavano su questo lato della strada nel tratto da piazza dei Ciompi a piazza Gaetano Salvemini (ambedue sorte proprio a seguito di tale sventramento). Di rilievo sono tuttavia gli arredi neogotici della farmacia (inserita nell'elenco degli Esercizi Storici Fiorentini) che si apre sul moderno bivio di via Martiri del Popolo, qui rimontati e provenienti da un altro edificio demolito in quegli anni, non privo di interesse e di storia, che sorgeva in corrispondenza della cantonata tra via Verdi e via Pietrapiana]denominata "Canto alle Rondini" (dove ora sorge il palazzo delle Poste di Giovanni Michelucci, seppure più avanzato sulla strada). Qui, dove la tradizione collocava l'antica spezieria di Matteo Palmieri, era un grande palazzo restaurato e reinventato in stile tra il 1918 e il 1919 su commissione dell'industriale chimico Filippo Maria Contri, con la consueta profusione di ferri battuti, scudi, cartigli e un tabernacolo goticheggiante con la Madonna delle Rondini scolpita da Umberto Bartoli, il tutto su progetto dell'architetto Adolfo Coppedè. |
|          | s.n.  | Teatro Alfieri                                                      | Nel 1740 l'Accademia dei Risoluti decise di fondare un proprio teatro, che venne realizzato in legno e chiamato Teatro Santa Maria, con ingresso su via dell'Ulivo. Fu rifatto in muratura dall'architetto Vittorio Bellini nel 1828 e rititolato in onore di Vittorio Alfieri, che proprio qui aveva assistito alla quinta replica della sua tragedia Saul, interpretata da Antonio Morrocchesi. Fu demolito nelle ristrutturazioni che nel 1928 stravolsero la zona, par fare spazio al Palazzo delle Poste e Telegrafi. |
|          | 46    | Casa del monastero di San Giuseppe                                  | La casa, su tre piani per tre assi, ha vicino al portale un pietrino del monastero di San Giuseppe. |
|          | 50    | Casa Betti                                                          | Si tratta di un esteso casamento alla fine della via, con per tre piani e sei assi, e a metà del primo piano uno stemma Betti di Livorno (d'azzurro, alla banda di rosso, caricata di un martello al naturale posto nel senso della pezza in mezzo a due stelle a otto punte d'oro). |
|          | 53-55 | Sede della Direzione provinciale delle Poste e Telegrafi di Firenze | L'edificio sorge su parte dell'area resa disponibile dalle demolizioni promosse nel periodo fascista (1936) nel quartiere di Santa Croce, alla quali non avevano fatto seguito le auspicate nuove edificazioni. Si dovette quindi aspettare il 1959, quando venne conferito all'architetto Giovanni Michelucci l'incarico della progettazione della nuova sede della direzione provinciale delle Poste e Telegrafi: elaborate diverse versioni entro il 1964, l'edificio venne ultimato nei primi mesi del 1967. All'inizio degli anni settanta vennero poi realizzati ulteriori volumi tecnici, in soprelevazione all'ultimo piano. Per quanto considerata da molti opera minore nell'ambito dell'attività di Michelucci, la realizzazione è comunque esemplificativa dell'atteggiamento dell'architetto nei confronti del rapporto con un tessuto urbano preesistente. |

### Tabernacoli

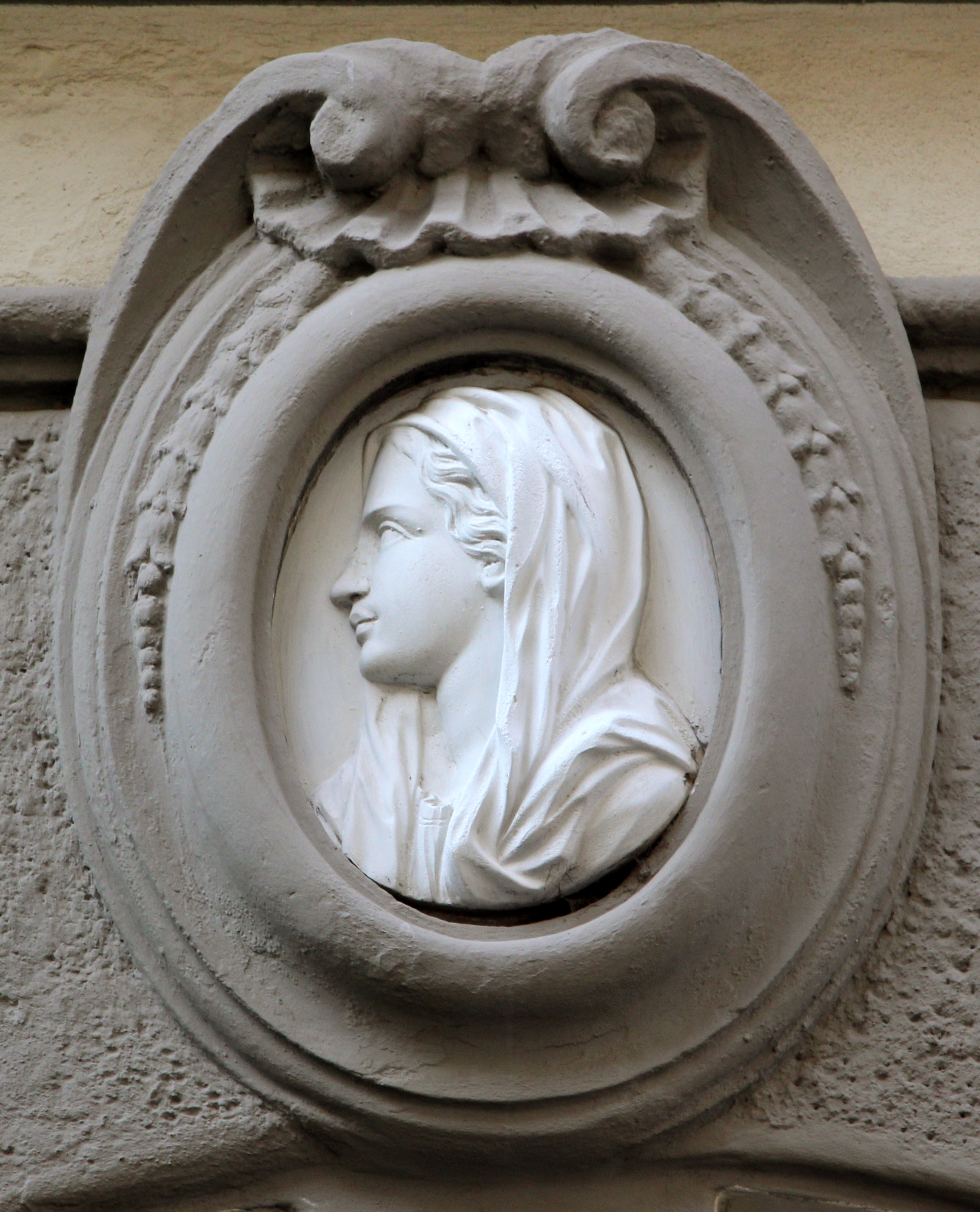
Rilievo della Madonna

Al 2 rosso si trova un rilievo con un busto di Maria annunciata, in marmo, in stile cinquecentesco.
All'angolo con via dei Pepi si trova una modesta edicola posta in prossimità della cantonata, già detto canto di Nello, che custodisce (o comunque ha custodito fino all'esposizione al museo nazionale del Bargello del 2010-2011) una terracotta quattrocentesca raffigurante la Madonna col Bambino. A lungo reputata opera della bottega di Donatello o di un suo seguace, è stata riconosciuta dalla critica dopo gli esiti del restauro effettuato nel 1986 da Guglielmo Galli come opera autografa del maestro e prototipo dal quale sono state tratte numerose repliche. Nel contesto di questo repertorio assume il valore di ulteriore testimonianza della straordinaria ricchezza di opere d'arte presenti nello spazio urbano e legate alle facciate sia dei palazzi fiorentini sia delle più umili case.

Donatello Madonna di via Pietrapiana, oggi al Bargello